# بيدرو أنطونيو دي أراغون
بيدرو أنطونيو دي أراغون هو دبلوماسي وعسكري وسياسي إسباني، ولد في 1611 في اليسانة في إسبانيا، وتوفي في 1690 في مدريد في إسبانيا. انتخب Ambassador of Spain  to the Holy See ‏.